# 1964–1965-ös vásárvárosok kupája
A hetedik alkalommal kiírásra kerülő Vásárvárosok kupája az 1964–1965-ös idényben került megrendezésre. A kupát a Ferencváros hódította el egy mérkőzésen a Juventus ellen, annak ellenére, hogy a találkozó helyszíne a torinóiak otthona volt. Ez az idény volt a második, amikor nem spanyol csapat nyerte a versenyt és az első, hogy magyar. Egyúttal eddig egyedüli alkalommal sikerült magyar csapatnak megnyernie az UEFA által kiírt kupasorozatok egyikét.

## Első forduló
| Hazai csapat            | Össz. | Vendég csapat            | 1. meccs | 2. meccs | 3. meccs |
| ----------------------- | ----- | ------------------------ | -------- | -------- | -------- |
| Kjøbenhavns BK          | 4 – 6 | DOS Utrecht              | 3 – 4    | 1 – 2    |          |
| Valencia CF             | 2 – 4 | RFC Liège                | 1 – 1    | 1 – 3    |          |
| Belenenses              | 1 – 1 | Shelbourne FC            | 1 – 1    | 0 – 0    | 1 – 2    |
| Servette FC             | 3 – 8 | Atlético Madrid          | 2 – 2    | 1 – 6    |          |
| Real Betis              | 1 – 3 | Stade Français FC        | 1 – 1    | 0 – 2    |          |
| Union SG                | 0 – 2 | Juventus                 | 0 – 1    | 0 – 1    |          |
| Göztepe SK              | 1 – 3 | FC Petrolul Ploiești     | 0 – 1    | 1 – 2    |          |
| FK Vojvodina            | 2 – 2 | Lokomotiv Plovdiv        | 1 – 1    | 1 – 1    | 0 – 2    |
| FC Basel                | 2 – 1 | CA Spora Luxembourg      | 2 – 0    | 0 – 1    |          |
| RC Strasbourg           | 2 – 1 | AC Milan                 | 2 – 0    | 0 – 1    |          |
| FC Barcelona            | 2 – 1 | ACF Fiorentina           | 0 – 1    | 2 – 0    |          |
| Leixões SC              | 1 – 4 | Celtic FC                | 1 – 1    | 0 – 3    |          |
| Borussia Dortmund       | 4 – 3 | FC Girondins de Bordeaux | 4 – 1    | 0 – 2    |          |
| Djurgårdens IF          | 2 – 7 | Manchester United        | 1 – 1    | 1 – 6    |          |
| Eintracht Frankfurt     | 4 - 5 | Kilmarnock FC            | 3 – 0    | 1 – 5    |          |
| Vålerenga               | 4 – 9 | Everton FC               | 2 - 5    | 2 - 4    |          |
| NK Zagreb               | 9 – 2 | Grazer AK                | 3 – 2    | 6 – 0    |          |
| Árisz Theszaloníkisz    | 0 – 3 | AS Roma                  | 0 – 0    | 0 – 3    |          |
| Wiener SC               | 3 – 1 | SC Leipzig               | 2 – 1    | 1 – 0    |          |
| Ferencvárosi TC         | 2 – 1 | Spartak Brno             | 2 – 0    | 0 – 1    |          |
| Atlético Bilbao         | 4 – 2 | OFK Beograd              | 2 – 2    | 2 – 0    |          |
| Hertha BSC              | 2 – 3 | Antwerp                  | 2 – 1    | 0 – 2    |          |
| Dunfermline Athletic FC | 4 – 2 | Örgryte IS               | 4 – 2    | 0 – 0    |          |
| Boldklubben 1913        | 1 – 4 | VfB Stuttgart            | 1 – 3    | 0 – 1    |          |

## Második forduló
| Hazai csapat            | Össz.  | Vendég csapat     | 1. meccs | 2. meccs | 3. meccs |
| ----------------------- | ------ | ----------------- | -------- | -------- | -------- |
| DOS Utrecht             | 0 – 4  | RFC Liège         | 0 – 2    | 0 – 2    |          |
| Shelbourne FC           | 0 – 2  | Atlético Madrid   | 0 – 1    | 0 – 1    |          |
| Stade Français FC       | 0 – 1  | Juventus          | 0 – 0    | 0 – 1    |          |
| Petrolul Ploiești       | 1 – 2  | Lokomotiv Plovdiv | 1 – 0    | 0 – 2    |          |
| FC Basel                | 2 – 6  | RC Strasbourg     | 0 – 1    | 2 – 5    |          |
| FC Barcelona            | 3 – 1  | Celtic FC         | 3 – 1    | 0 – 0    |          |
| Borussia Dortmund       | 1 – 10 | Manchester United | 1 – 6    | 0 – 4    |          |
| Kilmarnock FC           | 1 – 6  | Everton FC        | 0 – 2    | 1 – 4    |          |
| NK Zagreb               | 1 – 2  | AS Roma           | 1 – 1    | 0 – 1    |          |
| Wiener SC               | 2 – 2  | Ferencvárosi TC   | 1 – 0    | 1 – 2    | 0 – 2    |
| Atlético Bilbao         | 3 – 0  | Antwerp           | 2 – 0    | 1 – 0    |          |
| Dunfermline Athletic FC | 1 – 0  | VfB Stuttgart     | 1 – 0    | 0 – 0    |          |

## Harmadik forduló
| Hazai csapat      | Össz. | Vendég csapat           | 1. meccs | 2. meccs | 3. meccs             |
| ----------------- | ----- | ----------------------- | -------- | -------- | -------------------- |
| RFC Liège         | 1 – 2 | Atlético Madrid         | 1 – 0    | 0 – 2    |                      |
| Juventus          | 2 – 2 | Lokomotiv Plovdiv       | 1 – 1    | 1 – 1    | 2 – 1 (hossz.)       |
| RC Strasbourg     | 2 – 2 | FC Barcelona            | 0 – 0    | 2 – 2    | 2 – 2 (hossz./sors.) |
| Manchester United | 3 – 2 | Everton FC              | 1 – 1    | 2 – 1    |                      |
| AS Roma           | 1 – 3 | Ferencvárosi TC         | 1 – 2    | 0 – 1    |                      |
| Atlético Bilbao   | 1 – 1 | Dunfermline Athletic FC | 1 – 0    | 0 – 1    | 2 – 1                |

## Negyeddöntők
| Hazai csapat    | Össz.        | Vendég csapat     | 1. meccs | 2. meccs | 3. meccs |
| --------------- | ------------ | ----------------- | -------- | -------- | -------- |
| Atlético Madrid | Játék nélkül |                   | -        | -        |          |
| Juventus        | Játék nélkül |                   | -        | -        |          |
| RC Strasbourg   | 0 – 5        | Manchester United | 0 – 5    | 0 – 0    |          |
| Ferencvárosi TC | 2 – 2        | Atlético Bilbao   | 1 – 0    | 1 – 2    | 3 – 0    |

## Elődöntők
| Hazai csapat      | Össz. | Vendég csapat   | 1. meccs | 2. meccs | 3. meccs |
| ----------------- | ----- | --------------- | -------- | -------- | -------- |
| Atlético Madrid   | 4 – 4 | Juventus        | 3 – 1    | 1 – 3    | 1 – 3    |
| Manchester United | 3 – 3 | Ferencvárosi TC | 3 – 2    | 0 – 1    | 1 – 2    |

## Döntő
| 1965. június 23. |

| Juventus FC | 0–1   | Ferencvárosi TC |
| ----------- | ----- | --------------- |
|             | (0–0) | Fenyvesi 74'    |

| Stadio Comunale, Torino Nézőszám: 40 000 Játékvezető: Gottfried Dienst (svájci) |

| Az 1965-ös vásárvárosok kupája győztese |
| --------------------------------------- |
| Ferencvárosi TC 1. cím                  |